# Pape Mamadou Sy
Pape Mamadou Sy, né le 2 mai 1997 à Louga, est un footballeur international sénégalais qui joue au poste de gardien de but au FC Metz.

## Biographie
Pape Mamadou Sy est né à Louga au Sénégal, dans le Département de Louga, à quelques kilomètres de Saint-Louis.

### Carrière en club
Pape Mamadou Sy commence sa formation  au ASAC Ndiambour basée a Louga, dans sa ville de naissance.

### AS Génération Foot (2015-2023)
Il est recruté par le Génération Foot en 2017. Il joue la Ligue des champions de la CAF en 2019 rentrant a la 90e minute pour les penaltys face au club Loto-Popo Football Club.
Lors de la saison 2022-2023, il remporte le premier trophée de sa carrière en club en terminant champion de Ligue 1.

### RFC Seraing (2023-2024)
En fin d’année il rejoint le club belge du RFC Seraing.

### FC Metz (depuis 2024)
Le joueur rejoint officiellement le FC Metz le 26 juillet 2024 après des tests en matchs de préparations concluants, il signe un contrat de deux ans avec le club lorrain.
Il dispute son premier match sous le maillot du FC Metz face à l'AC Ajaccio lors de la douzième journée de Ligue 2 mais se blesse à la vingt-troisième minute, cédant se place à Alexandre Oukidja.

### Parcours en sélection
Première titularisation internationale avec l’équipe du Sénégal depuis le 14 janvier 2023 Sy joue entièrement le Championnat d'Afrique des nations de football en 2022.
Il joue comme titulaire lors de la finale après s'être imposé sur pénalty contre l’Équipe d'Algérie de football A' de Madjid Bougherra.
Il est nommé meilleur gardien de la phase de groupes d'une compétition remportée par les Sénégalais pour la première fois de leur histoire, alors qu'ils n'avaient plus participé au championnat depuis 12 ans.
Avec seulement un but encaissé, il va arrêter les cinquième et sixième tirs au but face à l'Algérie en finale, permettant aux siens de s'imposer 5-4 après un match au score nul et vierge contre le pays hôte du tournoi,,.
Le 9 Septembre 2023 il obtient sa première titularisation avec l'équipe A du Sénégal contre le Rwanda dans le cadre des qualifications pour la CAN 2024 en Côte d'Ivoire.

## Palmarès
| AS Génération Foot (1) :        | Sénégal (1) :                 |
| ------------------------------- | ----------------------------- |
| - Ligue 1 (1) - Champion : 2023 | - CHAN (1) - Vainqueur : 2022 |

### Distinctions individuelles
- Meilleur Gardien du Chan 2022[9]

- Équipe Type Chan 2022

- Équipe Type Championnat du Sénégal de football 2023

## Statistiques
| Saison                | Club                  | Championnat           | Championnat | Championnat | Championnat | Coupe nationale | Coupe nationale | Coupe nationale | Coupe de la Ligue | Coupe de la Ligue | Coupe de la Ligue | Play-offs | Play-offs | Play-offs | Total | Total | Total |
| Saison                | Club                  | Division              | M.          | B.          | P.d.        | M.              | B.              | P.d.            | M.                | B.                | P.d.              | M.        | B.        | P.d.      | M.    | B.    | P.d.  |
| 2023-2024             | RFC Seraing           | Challenger Pro League | 15          | 0           | 0           | -               | -               | -               | -                 | -                 | -                 | -         | -         | -         | 15    | 0     | 0     |
| Sous-total            | Sous-total            | Sous-total            | 15          | 0           | 0           | -               | -               | -               | -                 | -                 | -                 | -         | -         | -         | 15    | 0     | 0     |
| 2024-2025             | FC Metz               | Ligue 2               | 3           | 0           | 0           | -               | -               | -               | -                 | -                 | -                 | 3         | 0         | 0         | 6     | 0     | 0     |
| Total sur la carrière | Total sur la carrière | Total sur la carrière | 18          | 0           | 0           | -               | -               | -               | -                 | -                 | -                 | 3         | 0         | 0         | 21    | 0     | 0     |